# Enrico Muzzio
Enrico Muzzio (Landriano, 18 dicembre 1936 – Landriano, 3 marzo 1996) è stato un calciatore italiano, di ruolo attaccante.

## Carriera

Muzzio (in piedi, primo da sinistra) nella SPAL del 1965-1966, anno del ritorno in Serie A.

Cresciuto calcisticamente nel Pavia in Serie C, passa nel 1956 in Serie B al Venezia. Viene prestato alla Novese in IV Serie durante il Servizio militare nel 1957 per tornare a Venezia l'anno successivo e quindi di nuovo in Serie C nel 1959 con il Casale dove segna 13 reti in quel campionato.
Nel 1960 passa alla Pro Patria ed in quattro campionati di Serie B segna 40 reti, segnando 5 reti in una sola partita.
Nel 1964 passa alla SPAL, neoretrocessa in Serie B. Muzzio alla SPAL trova Gianfranco De Bernardi, suo ex compagno alla Pro Patria. Dopo aver segnato 3 reti nelle prime 19 gare, realizza 7 gol nelle 18 partite in cui scende in campo nel girone di ritorno. La SPAL viene promossa, Muzzio segna 13 reti e diventa il cannoniere biancoazzurro venendo riconfermato il campionato successivo in Serie A.
Il 5 settembre 1965, a 29 anni Muzzio, esordisce a Napoli in Serie A ed in quel campionato segna 11 reti, uguagliando il risultato di Sergio Sega quale terzo miglior realizzatore spallino in un campionato di Serie A. Il 10 ottobre è decisivo con una doppietta per la vittoria sul Bologna. È decisivo anche nella partita contro il Brescia, servendo al 70º' un assist a Osvaldo Bagnoli che pareggia per la SPAL ottenendo la salvezza.
Nel campionato successivo Muzzio verrà ancora confermato e resterà alla SPAL in Serie A fino al 1966-1967 quando venne ceduto all'Udinese in Serie C assieme a Bagnoli. Chiuse con il calcio nel 1969 dedicandosi ad una fattoria che aveva acquistato a Landriano.
In carriera ha totalizzato 56 presenze e 24 reti in Serie A, tutte con la maglia della SPAL.